# Emma Holmgren
Emma Holmgren (Uppsala, 13 mei 1997) is een Zweeds voetbalspeelster. Ze speelt als doelverdediger voor Levante UD in de Primera División.

## Clubcarrière
Holmgren begon met voetballen bij Gamlis FF op het zesde Zweedse voetbalniveau. Voorafgaand aan het seizoen 2012 tekende ze een verbintenis bij Gamla Upsala op het vierde Zweedse voetbalniveau. Twee jaar later volgde een nieuwe transfer voor Holmgren naar Sirius op het tweede niveau van Zweden. Met deze club wist ze te promoveren naar de Elitettan, de Zweedse eerste divisie.
In 2017 ging Holmgren voor Hammarby IF spelen in de Damallsvenskan, het hoogste voetbalniveau van Zweden. In deze competitie speelde ze eveneens voor Linköpings FC en IK Uppsala uit haar geboortestad. In 2021 tekende ze een contract bij Eskilstuna United DFF, eveneens actief in de Damallsvenskan. Na een halfseizoen wekte ze de interesse van meervoudig Champions League winnaar Olympique Lyon waar ze haar eerste avontuur buiten Zweden aanging. Met deze club werd ze kampioen van de Division 1 Féminine. Na twee seizoen, waarin ze tot zeven optredens in de competitie kwam, ging Holmgren bij het Spaanse Levante UD een nieuw dienstverband aan.

## Statistieken
| Seizoen | Club              | Land      | Competitie       | Wedstrijden | Doelpunten |
| ------- | ----------------- | --------- | ---------------- | ----------- | ---------- |
| 2014    | Sirius            | Zweden    | Elitettan        | 4           | 0          |
| 2015    | Sirius            | Zweden    | Elitettan        | 23          | 0          |
| 2016    | Sirius            | Zweden    | Elitettan        | 26          | 0          |
| 2017    | Hammarby IF       | Zweden    | Damallsvenskan   | 22          | 0          |
| 2018    | Hammarby IF       | Zweden    | Damallsvenskan   | 20          | 0          |
| 2019    | Linköpings FC     | Zweden    | Damallsvenskan   | 18          | 0          |
| 2020    | Uppasala          | Zweden    | Damallsvenskan   | 22          | 0          |
| 2021    | Eskilstuna United | Zweden    | Damallsvenskan   | 12          | 0          |
| 2021/22 | Olympique Lyon    | Frankrijk | Division 1       | 4           | 0          |
| 2022/23 | Olympique Lyon    | Frankrijk | Division 1       | 3           | 0          |
| 2023/24 | Levante UD        | Spanje    | Primera División | 16          | 0          |
| 2024/25 | Levante UD        | Spanje    | Primera División | 13          | 0          |
| Totaal  | Totaal            | Totaal    | Totaal           | 183         | 0          |

Laatste update: 17 april 2025

## Interlandcarrière
Holmgren kwam als jeugdinternational uit voor Zweden -17 en Zweden -19.